# 恋空
《恋空》是手機小說作家美嘉在2005年所著的手機小說。2006年出版成書，2007年改編成漫畫和電影，2008年再改編成電視劇。續集為以男主角為視角所撰的《君空》。
漫畫版由羽田伊吹編繪，於雙葉社《COMIC魔法のi》連載，單行本全10卷。

## 出版書籍

### 小說
Starts出版 舊版單行本
- 恋空〈上〉―切ナイ恋物語　2006年10月17日發售、ISBN 978-4-88-381045-1
- 恋空〈下〉―切ナイ恋物語　2006年10月17日發售、ISBN 978-4-88-381046-8
- 君空―‘koizora’another story　2007年10月1日發售、ISBN 978-4-88-381063-5

ASCII MEDIA WORKS・魔法のiらんど文庫
將舊版的文庫化與收錄加筆新篇集數。
- 恋空―切ナイ恋物語 スペシャル・バージョン〈上〉2008年5月24日發售、ISBN 978-4-04-886030-7
- 恋空―切ナイ恋物語 スペシャル・バージョン〈中〉2008年5月24日發售、ISBN 978-4-04-886031-4
- 恋空―切ナイ恋物語 スペシャル・バージョン〈下〉2008年5月24日發售、ISBN 978-4-04-886032-1
- 君空―スペシャル・バージョン〈上〉2009年9月25日發售、ISBN 978-4-04-868005-9
- 君空―スペシャル・バージョン〈下〉2009年9月25日發售、ISBN 978-4-04-868006-6

Starts出版単行本（新装版）
封面插畫由ピスタ負責。
- 新装版 恋空〈上〉―切ナイ恋物語　2018年12月25日發售、ISBN 978-4-81-379022-8
- 新装版 恋空〈下〉―切ナイ恋物語　2018年12月25日發售、ISBN 978-4-81-379023-5

### 相關書籍
KADOKAWA・COMIC魔法のi單行本
- みんなの恋空　2008年1月30日發售、ISBN 978-4-04-891013-2

作品秘辛之外，另收錄｢恋空｣裡出現的美嘉家族及友人的感動信件。
- 「恋空」10年目の真実 美嘉の歩んだ道　2016年12月24日發售、ISBN 978-4-04-892412-2

## 漫畫
以《戀空》（恋空 切ナイ恋物語）為標題。
於〈COMIC魔法のiらんど〉（雙葉社）上進行連載。作畫：羽田伊吹。單行本全10卷。
| 冊數 | 雙葉社         | 雙葉社                 | 東立出版社     | 東立出版社             |
| 冊數 | 發售日期       | ISBN                   | 發售日期       | ISBN                   |
| ---- | -------------- | ---------------------- | -------------- | ---------------------- |
| 1    | 2007年6月21日  | ISBN 978-4-575-33332-9 | 2008年3月5日   | ISBN 978-986-10-1535-4 |
| 2    | 2007年9月21日  | ISBN 978-4-575-33341-1 | 2008年3月27日  | ISBN 978-986-10-1536-1 |
| 3    | 2007年11月21日 | ISBN 978-4-575-33346-6 | 2008年4月24日  | ISBN 978-986-10-1537-8 |
| 4    | 2008年3月21日  | ISBN 978-4-575-33356-5 | 2008年6月16日  | ISBN 978-986-10-1556-9 |
| 5    | 2008年6月21日  | ISBN 978-4-575-33362-6 | 2008年9月9日   | ISBN 978-986-10-2047-1 |
| 6    | 2008年8月9日   | ISBN 978-4-575-33368-8 | 2008年12月17日 | ISBN 978-986-10-2432-5 |
| 7    | 2008年12月20日 | ISBN 978-4-575-33378-7 | 2009年4月16日  | ISBN 978-986-10-2971-9 |
| 8    | 2009年2月21日  | ISBN 978-4-575-33381-7 | 2009年5月22日  | ISBN 978-986-10-3346-4 |
| 9    | 2009年6月20日  | ISBN 978-4-575-33388-6 | 2009年10月13日 | ISBN 978-986-10-3934-3 |
| 10   | 2009年8月21日  | ISBN 978-4-575-33394-7 | 2010年1月13日  | ISBN 978-986-10-4308-1 |

## 電影
《戀空》是一部由今井夏木執導、於2007年上映的日本爱情电影，由TBS電視台製作，本電影為W主役，男主演三浦春馬和女主演新垣結衣。
本電影改編自手機小說家美嘉所寫的第一部手機小說《戀空》，小說在2005年開始於網站魔法i樂園連載。故事在網站的人氣排行榜連續160日保持在第一名，吸引1600萬人下載閱讀，更帶動了日本小說手機化創作的新風潮。故事在2006年10月7日集結成書出版，初版共發行30萬本，此數字至2010年突破200萬本，被形容在日本成為了一種社會現象，同時在「日本年輕人當中形成一種瘋狂的效應」，當中尤其受到女高中生和二十多歲的女性歡迎。
2007年4月，TBS電視台決定將小說拍成電影，由曾經獲得日劇學院賞導演獎的今井夏木執導，新垣結衣和三浦春馬擔任主角，於同年4月23日開拍。電影在2007年11月3日於日本各大戲院上映，DVD版本在2008年4月25日推出。
電影的宣傳標語是「令1200萬人流淚。在一段悲傷的戀情中掙扎，衝擊的始末。」（1200万人が涙。せつない恋がたどりつく、衝擊の始末。）

### 劇情概要
在2000年的夏天，女高中生美嘉（新垣結衣飾）在一個偶然的機會下與同級生弘樹（三浦春馬飾）結識，並開始交往。在此前從未談過戀愛的美嘉彷彿被激流吞沒一樣，深深陷入了與弘樹的戀情中。然而在兩人交往期間，美嘉卻被突如其來的悲劇襲擊，不過在弘樹的守護下，美嘉心靈所遭受的創傷開始慢慢復原。好不容易克服了內心創傷的美嘉，卻不得不再面對又一次的試煉。有一天，她發現自己懷有了弘樹的孩子，弘樹在得知後告訴美嘉：“那就給我生個孩子吧”，兩人約定一同將孩子養大。
聖誕節前夜，美嘉再次被命運玩弄(小產)，但這次的不幸卻反而加深了兩人之間的感情。他們踏過一個又一個的障礙，彼此承諾著永恒的愛。不料在高二的春天，弘樹突然向美嘉提出了分手。第一次遭受失戀痛苦的美嘉，面前卻出現了一個名叫優（小出惠介飾）的大學生。美嘉為了忘記弘樹，開始與對自己抱有好感的優交往。
在優的溫情包圍下，美嘉與優開始了新的戀情，並選擇與優入讀同一所大學。在兩個人在迎接第一個聖誕節的前夜，美嘉得知了一個無法想像的事實，那就是弘樹原來一直有著一個沒有向美嘉坦白的悲傷秘密……

### 演員列表
- 田原美嘉：新垣結衣 （主演）
- 櫻井弘樹：三浦春馬 （主演）
- 咲：臼田麻美（日语：臼田あさ美）
- 望：中村蒼
- 亞矢：波瑠
- 田原沙織（田原さおり）：深田亞紀（日语：深田あき）
- 田原安江：淺野裕子（日语：浅野ゆう子）
- 田原勝治：高橋佐治（日语：高橋ジョージ）
- 健：淺利陽介
- 信太郎（シンタロウ）：大和田健介（日语：大和田健介）
- 泉：松井繪里奈
- 由香：大平奈津美（日语：大平奈津美）
- 櫻井博一：山本龍二（日语：山本龍二）
- 樱井美奈子（ミナコ）：香里奈
- 櫻井明美：麻生祐未
- 福原優：小出惠介

### 歌曲
- 主題曲：Mr.Children《啟程之歌》[15]
- 插曲：新垣結衣《heavenly days》[2]
- 背景音樂：全部收錄於《戀空 電影原聲帶》（恋空 オリジナル・サウンドトラック）[16]

### 評價
新聞網站J-CAST評論指女主角新垣結衣「表情生硬」、部分場景不真實，如「美嘉被強姦後衣服只是亂了一點點，一點都不像被強姦」、「程度不高的高中把保羅·奧斯特的《幽靈們》列作推薦圖書，學生怎會看得明白」等，還有一些台詞「爛得像是大叔口中出來的」，故僅給予本片兩星（五星為滿分）。「JapanCinema」評論認為「故事將性和暴力與愛情掛鉤並不是一件好事，而且情節發展不夠真實，沒有詳細地記述每一件事情所引致的後果，演員也沒有充分投入」，不過也表示「電影將九州（本片的主要取景地）的天空和環境拍攝得很漂亮」。「The Nihon Review」則指「電影拍攝得非常美，一些場景的背後更隱含著意義，而選角方面也不錯，兩位主角非常像一對情侶」，但情節「發展得太快太突然，兩小時不足夠將不同事件描述得深入透徹」，並認為「如果能夠將時間拿捏得更好，相信將能夠從一部略嫌陳腔濫調的電影銳變成經典佳作。」與主流評論的論調相反，有臺灣評論指《戀空》「讓許多日本女生笑著進戲院、哭著走出來，其感人的結局是近年純愛電影的極致」，也有日本媒體以「號泣噴淚」來形容電影。
雖然影評家對電影的評價好壞參半，但《戀空》的票房反應熱烈，達到39億日圓，合計近314萬名觀眾進場觀看。在一個由音樂及影像軟件租售連鎖集團TSUTAYA所進行的問卷調查中，本片更超越了《絕世天劫》和等經典名作，成為「顧客心目中最能讓人流淚的電影」第一名。據東寶的專題訪問報導數據指，在公開上映前舉行的試寫會中，有94.4%看過電影的觀眾流下眼淚。電影也擊敗有藥師丸博子和堀北真希出演的，以及和《神鬼認證：最後通牒》等荷里活電影，在2007年11月連續兩個週末獲得票房冠軍，同時獲得了每日電影獎的TSUTAYA粉絲獎（日本電影部門），也助女主角新垣結衣在橫濱電影節、日刊體育電影大賞、藍絲帶獎、日本電影金像獎、Élan d'or獎（エランドール賞）和金箭獎的多個電影獎中獲得了新人獎和話題獎等獎項。
本片在IMDb逾一千個評價中平均獲得7.1分（10分為滿分）。

### 獎項
| 年份   | 受賞式                 | 獎項                          | 得獎者         | 結果 |
| ------ | ---------------------- | ----------------------------- | -------------- | ---- |
| 2007年 | 第62屆每日電影獎       | TSUTAYA粉絲獎（日本電影部門） | 戀空           | 獲獎 |
| 2007年 | 第20屆日刊體育電影大賞 | 新人獎                        | 新垣結衣       | 獲獎 |
| 2008年 | 第29屆橫濱電影節       | 最優秀新人獎                  | 新垣結衣       | 獲獎 |
| 2008年 | 第32回黃金飛翔獎       | 新人獎                        | 新垣結衣       | 獲獎 |
| 2008年 | 第32回黃金飛翔獎       | 特別賞                        | 「戀空」製作委員會 | 獲獎 |
| 2008年 | 第50屆藍絲帶獎         | 新人獎                        | 新垣結衣       | 獲獎 |
| 2008年 | 第31屆日本電影學院獎   | 優秀新人俳優獎                | 新垣結衣       | 獲獎 |
| 2008年 | 第31屆日本電影學院獎   | 優秀新人俳優獎                | 三浦春馬       | 獲獎 |
| 2008年 | 第31屆日本電影學院獎   | 〈俳優部門〉話題獎            | 新垣結衣       | 獲獎 |
| 2008年 | 第45屆金箭獎           | 映畫獎                        | 新垣結衣       | 獲獎 |

## 電視劇
電視劇從2008年8月2日開始，於TBS每週六19:56-20:54（日本標準時間）進行播放。由水澤惠麗奈、瀨戶康史為主演。全6話。主题歌《愛之歌》，由日本女創作歌手福井舞演唱，作词及作曲為山本加津彦。

### 演員列表
- 田原美嘉：水澤惠麗奈
- 櫻井弘樹：瀨戶康史
- 福原優：阿部力
- 亞矢：葵
- ：三浦翔平
- 咲：波瑠
- 加藤：永山絢斗
- 田原：菊池亞希子
- ：佐武宇綺
- ：小林嵯梨
- ：宮澤佐江（AKB48）
- 班導師·美園：中村果生莉
- 櫻井博一：宇梶剛士
- 櫻井明美：奧貫薫
- 櫻井：松下奈緒
- 田原安江：羽田美智子
- 田原勝治：岸谷五朗

#### 其他角色
- 藤原夏樹（ナツ）：柳下大
- 中西優梨：鈴木かすみ
- 神谷充（ミツ）：田島亮
- 竹宮春菜：岩田さゆり
- 篠崎悠哉：矢崎広
- 川口ミヤビ：平田薫
- 安田愁：若葉竜也
- コータ：山田ジルソン
- ユリ：中村朝佳
- アイちん：米村美咲
- 由希：池田愛
- のぞみ：柊瑠美
- 井上隼作：矢柴俊博
- 高橋忠明：林和義
- 石川春生：浜田学
- 石川マチ子：山口紗弥加
- 太田医師：鈴木浩介
- 村越浩市：松田賢二
- 西野夏実：山本未來
- 森崎孝道：小木茂光
- 竹宮寿久：甲本雅裕
- 竹宮幸子：渡辺典子

### 播出日程
| 集數                                         | 播放日期      | 副題                                                                      | 導演     | 收視率 |
| -------------------------------------------- | ------------- | ------------------------------------------------------------------------- | -------- | ------ |
| 第1話                                        | 2008年8月2日  | 2500万人が涙した真実のラブストーリー! 切ない純愛…感動の名作ついにドラマ化 | 今井夏木 | 5.6%   |
| 第2話                                        | 2008年8月9日  | ずっと好きだったよ… せつない初恋に衝撃のゆくえ～涙の急展開                | 今井夏木 | 5.9%   |
| 第3話                                        | 2008年8月23日 | ぜったい幸せにするから! 許されない結婚と父の涙… ヒロをおそう驚愕の真実    | 松田礼人 | 6.7%   |
| 第4話                                        | 2008年8月30日 | もう、おまえの涙ふいてやれないから! ヒロ悲しみの決意                      | 松田礼人 | 6.3%   |
| 第5話                                        | 2008年9月6日  | ずっと好きだったよ! 二人だけの結婚式…涙の最終章前編                       | 今井夏木 | 7.6%   |
| 第6話                                        | 2008年9月13日 | 私は今でも空に恋をしています… 号泣の最終章終幕衝撃の結末!                 | 今井夏木 | 6.3%   |
| 平均收視率6.4%（收視率來自對關東地區的調查） |               |                                                                           |          |        |

### 作品的變遷
| TBS系列 星期六晚8點時段連續劇       | TBS系列 星期六晚8點時段連續劇             | TBS系列 星期六晚8點時段連續劇 |
| ----------------------------------- | ----------------------------------------- | ----------------------------- |
|                                     | 戀空 （2008.08.02 - 2008.09.13）          |                               |
| ROOKIES （2008.04.19 - 2008.07.26） | BLOODY MONDAY （2008.10.11 - 2008.12.20） |                               |

## 外部連結
電影
- 原作者美嘉個人主頁 （日語）
- TBS：恋空電影主題專頁 （页面存档备份，存于） （日語）
- TBS頻道：「恋空」 （页面存档备份，存于） （日語）
- 映画.com：恋空 （页面存档备份，存于） （日語）
- allcinema：恋空 （页面存档备份，存于） （日語）
- Kinenote：恋空 （页面存档备份，存于） （日語）
- Movie Walker：恋空 （页面存档备份，存于） （日語）

電視劇
- 《戀空》作者美嘉的主頁 （页面存档备份，存于）
- 《戀空》電影官方網站
- 《戀空》電視劇官方網站 （页面存档备份，存于）

1. ↑  . WOWOW.   [2023-08-29]. （原始内容存档于2021-07-21） （日语）.